# Ytterby
Ytterby je selo na švedskom otoku Resaröu u Vaxholmskom municipiju, na Stockholmskom otočju. Ime sela znači ˝vanjsko selo˝, što podrazumijeva da je njegova lokacija najvrednija osobina tog sela.

## Kemijska otkrića
U kamenolomu i rudniku nedaleko od sela pronađen je mineral itrija koji čine itrij, erbij, terbij i iterbij. Mineral i ova 4 elementa dobili su naziv po selu u kojem su pronađeni. Otkriće lantana, holmija, tulija i gadolinija također proizlazi iz minerala ovog mjesta.